# 張志梅
張志梅（1948年1月18日—），社會運動學者，現任廣播電臺海洋之聲執行長。臺灣南投人，空軍軍官學校第51期畢業，曾任空軍少校飛行作戰官。曾經有做出焚燒中華民國國旗之抗議行動，在電視轉播現場說出「中華民國已經滅亡了！」之名言。

## 經歷
- 海洋之聲執行長
- 九零八台灣國運動執行長
- 建國學院訓導長